# Нова Некрасівка
Нова́ Некра́сівка — село Саф'янівської сільської громади в Ізмаїльському районі Одеської області України. Населення становить 2051 осіб.

## Розташування
На сході село межує із Ларжанкою. Вулиця Дружби починається в одному селі і закінчується в іншому.

## Історія
12 червня 2020 року, відповідно до Розпорядження Кабінету Міністрів України від № 724-р «Про визначення адміністративних центрів та затвердження територій територіальних громад Одеської області», увійшло до складу Саф'янівської сільської територіальної громади.
19 липня 2020 року, в результаті адміністративно-територіальної реформи і ліквідації Ізмаїльського (1940  – 2020) району, село увійшло до складу новоутвореного Ізмаїльського району.

## Населення
Згідно з переписом 1989 року населення села становило 2152 особи, з яких 979 чоловіків та 1173 жінки.
За переписом населення 2001 року в селі мешкала 2051 особа.
Село населене липованами.

### Мова
Розподіл населення за рідною мовою за даними перепису 2001 року:
| Мова       | Відсоток |
| ---------- | -------- |
| російська  | 95,12 %  |
| українська | 4,24 %   |
| румунська  | 0,59 %   |
| болгарська | 0,05 %   |

## Церква

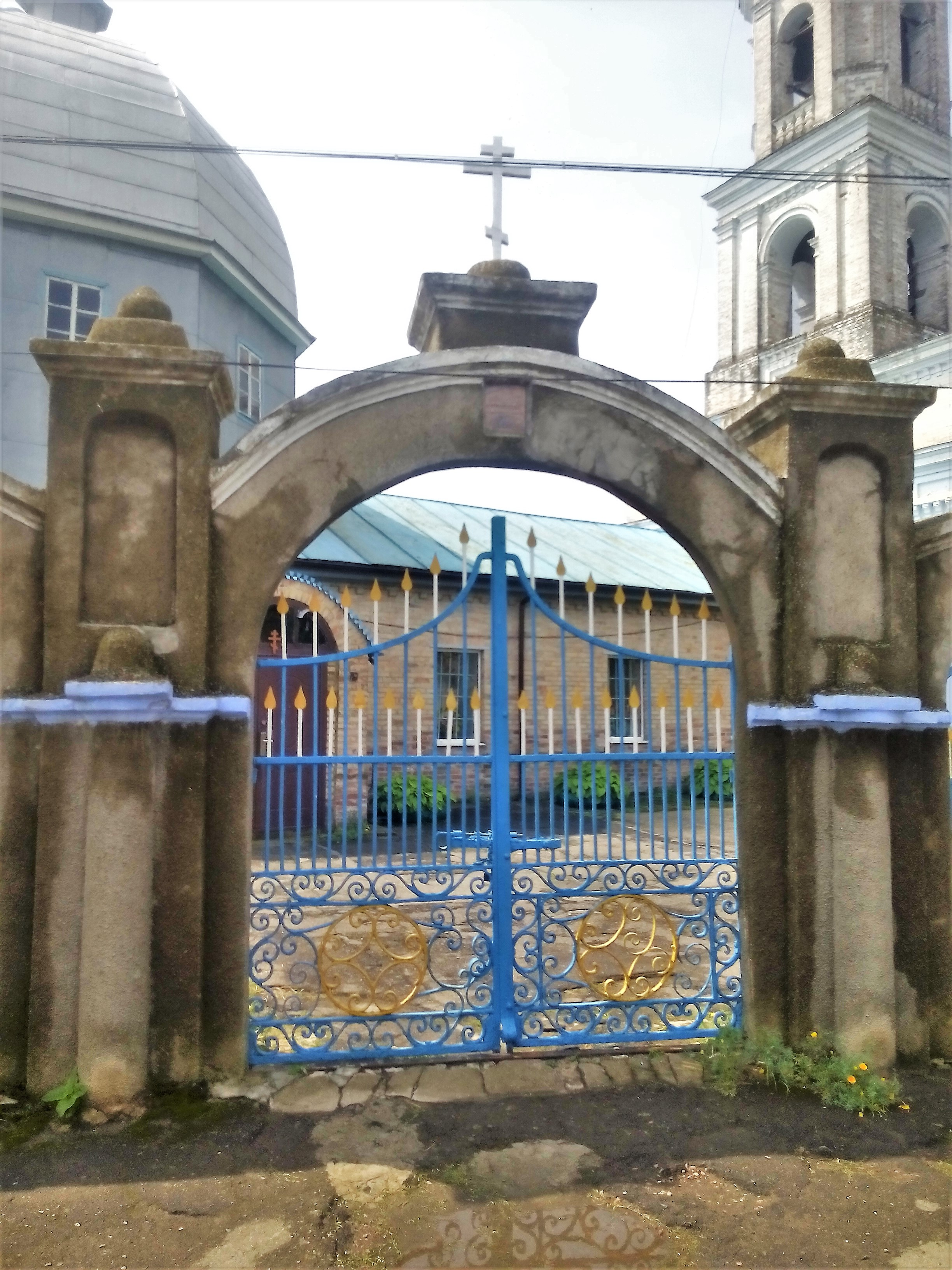
Вхід до церкви
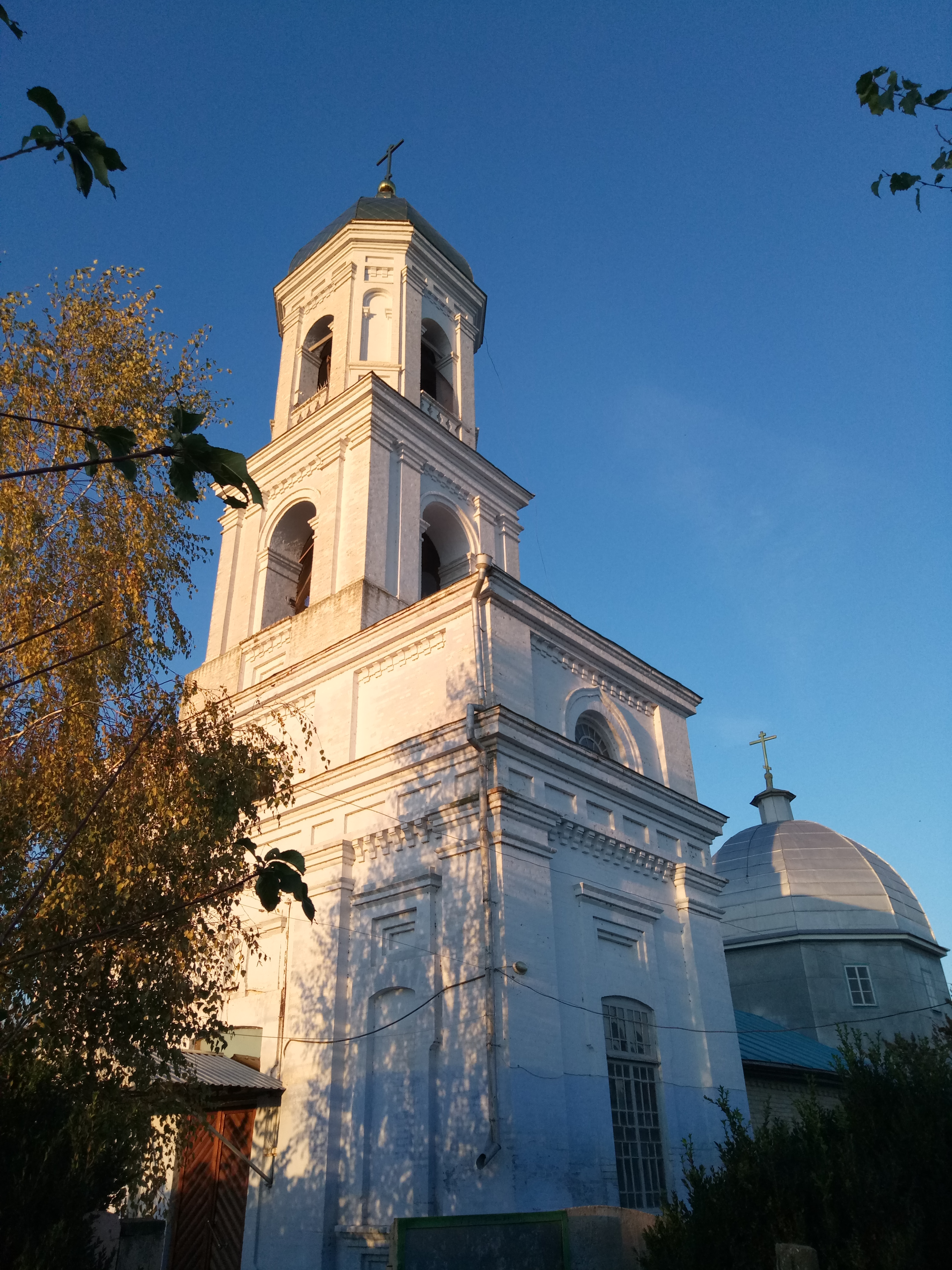
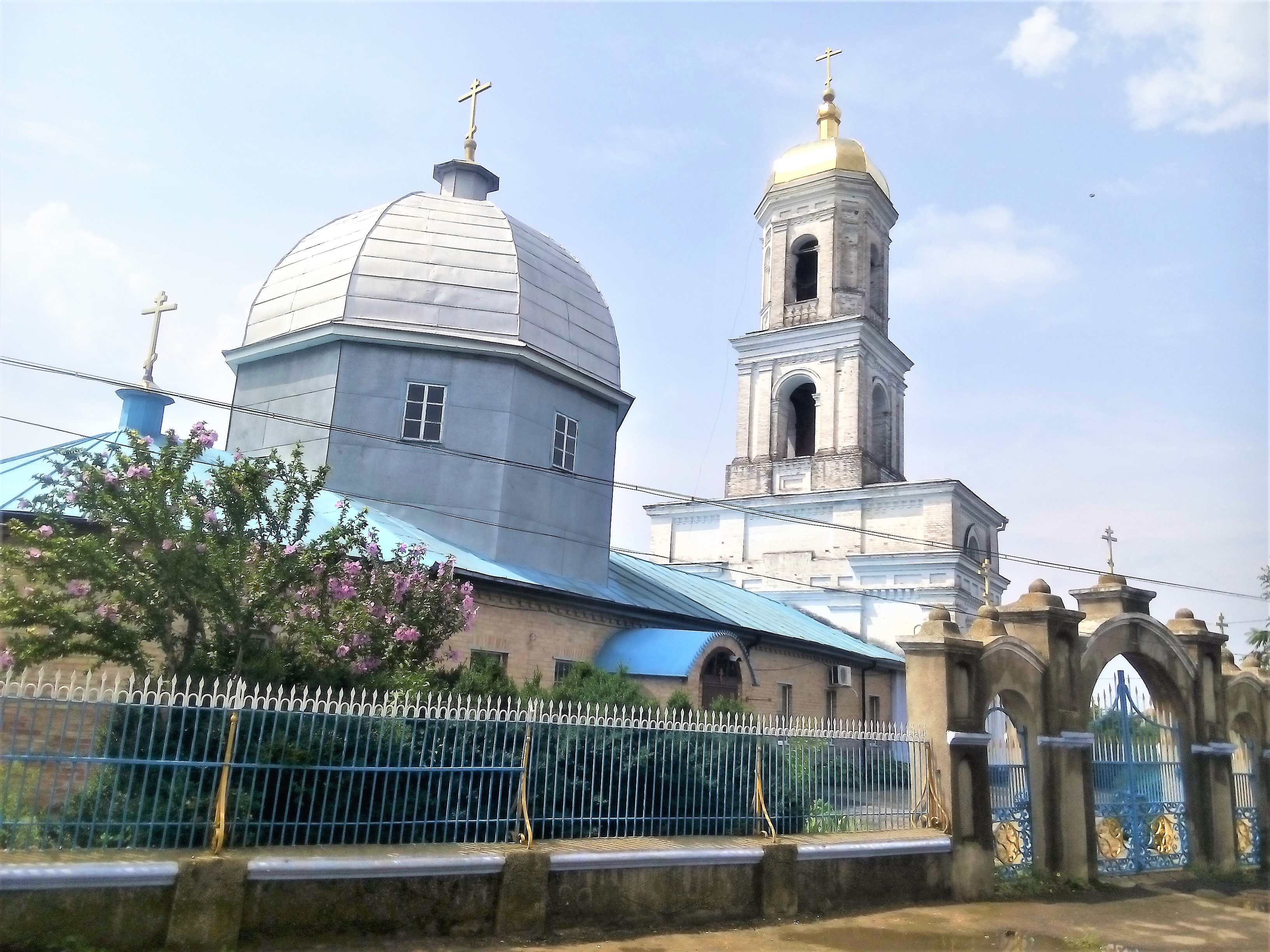
Введенська церква у 2018 році

У селі діє липованська церква. Це церква Введення у Храм Пресвятої Богородиці Російської православної старообрядницької церкви.

## Галерея

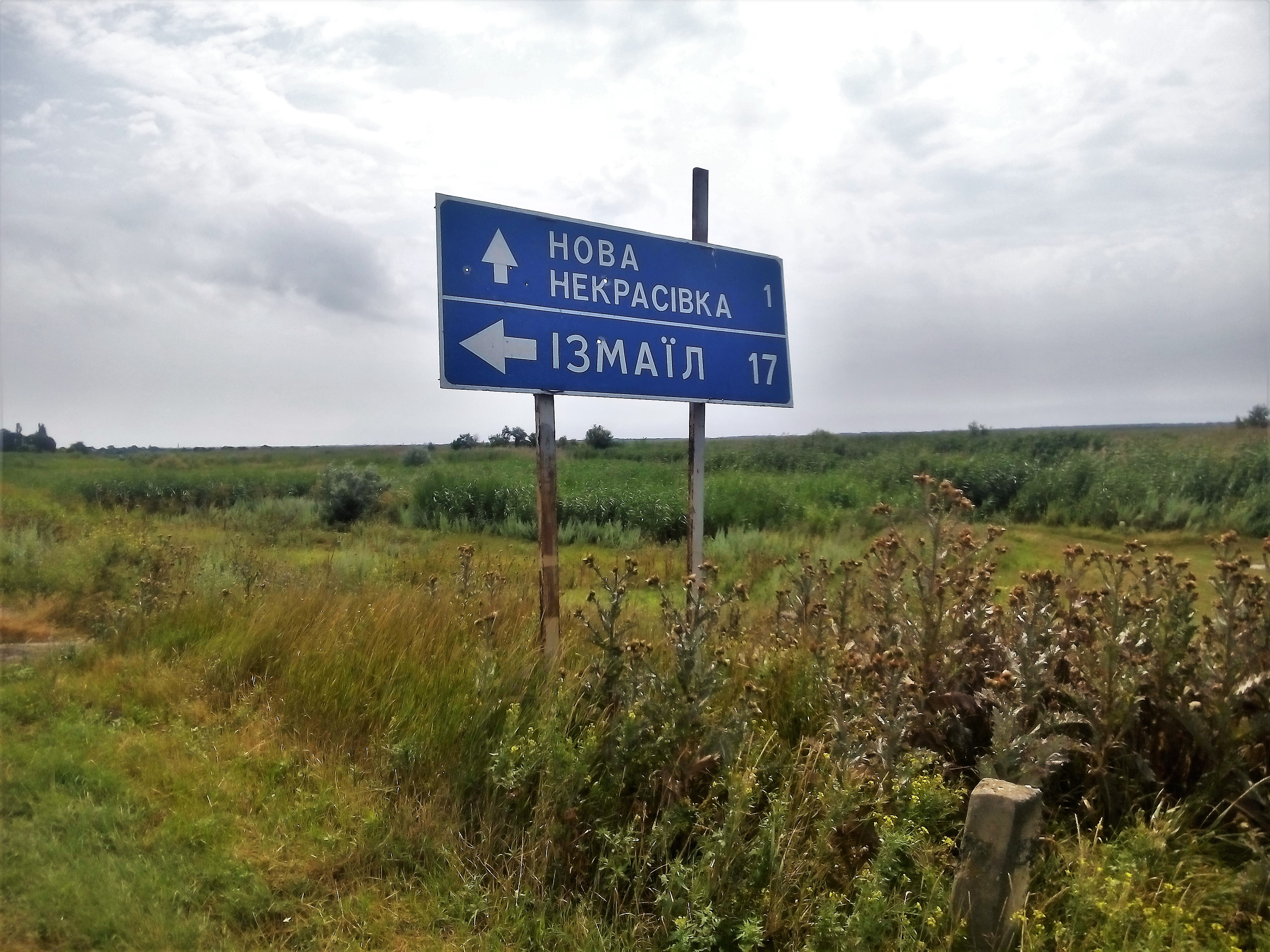
Знак біля села. Траса Одеса-Рені.
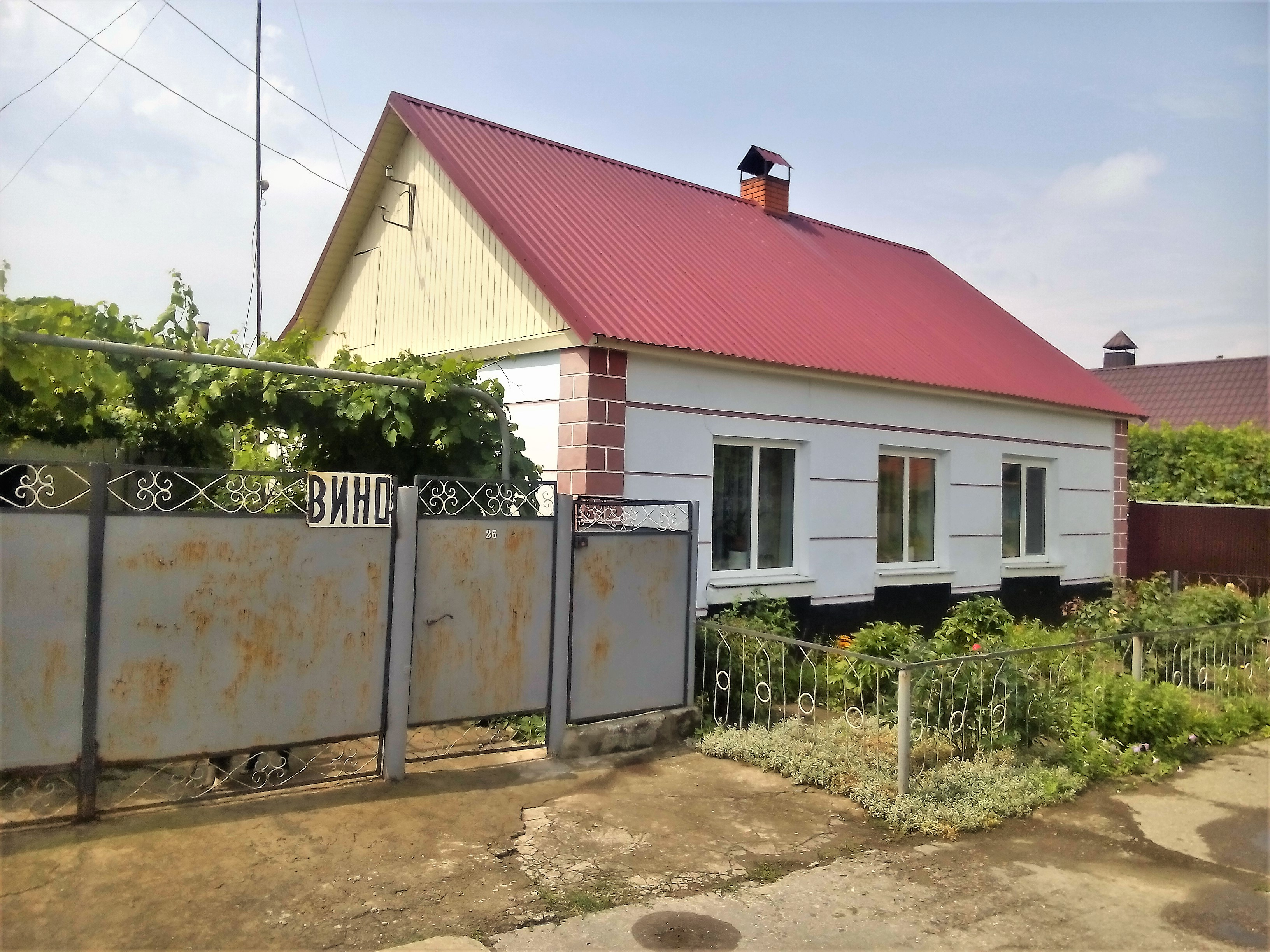
Новий будинок. Власники будинку приторговують вином, про що говорить вивіска на заборі: "Вино"
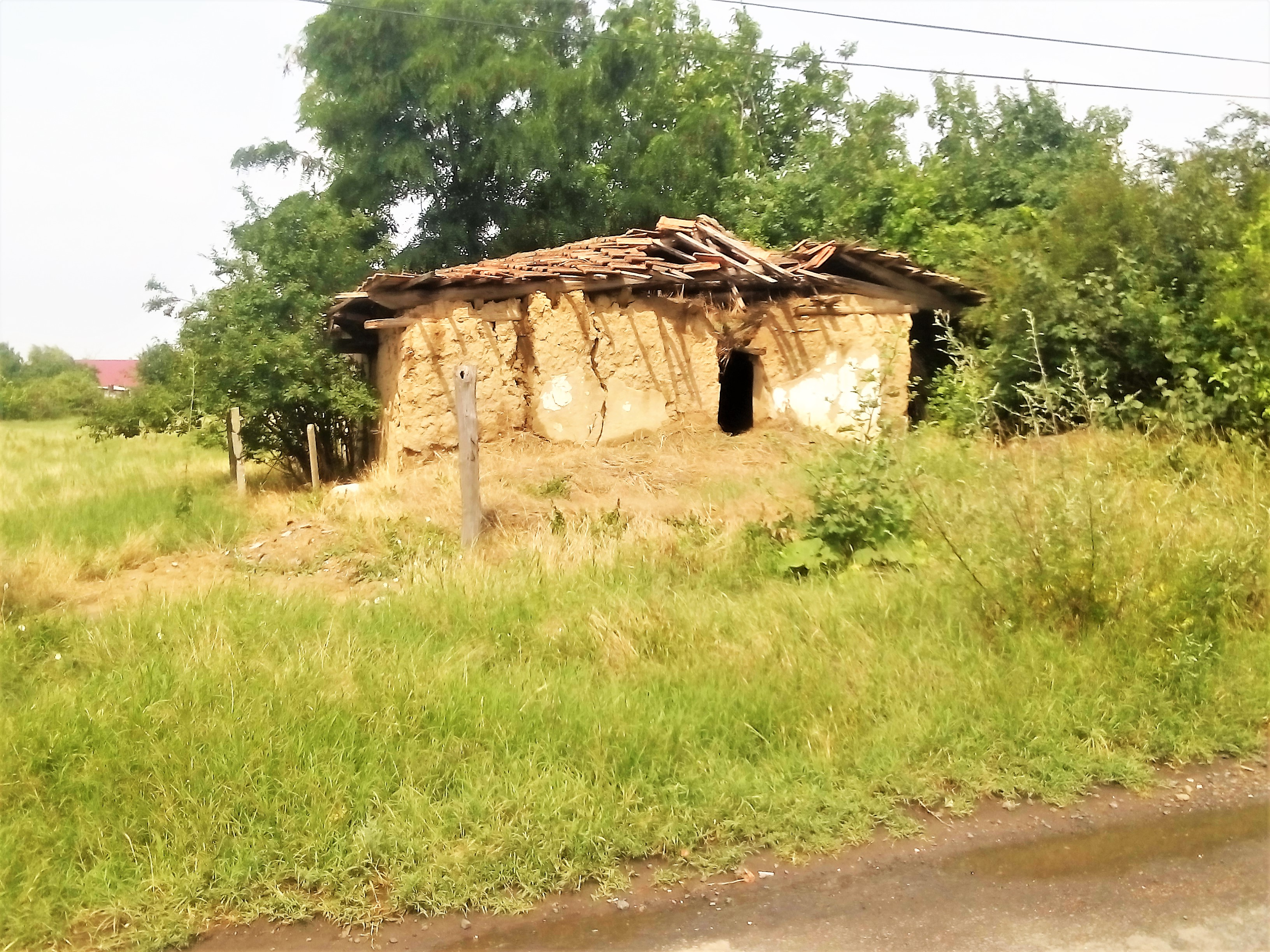
Покинута стара хата із стріхою
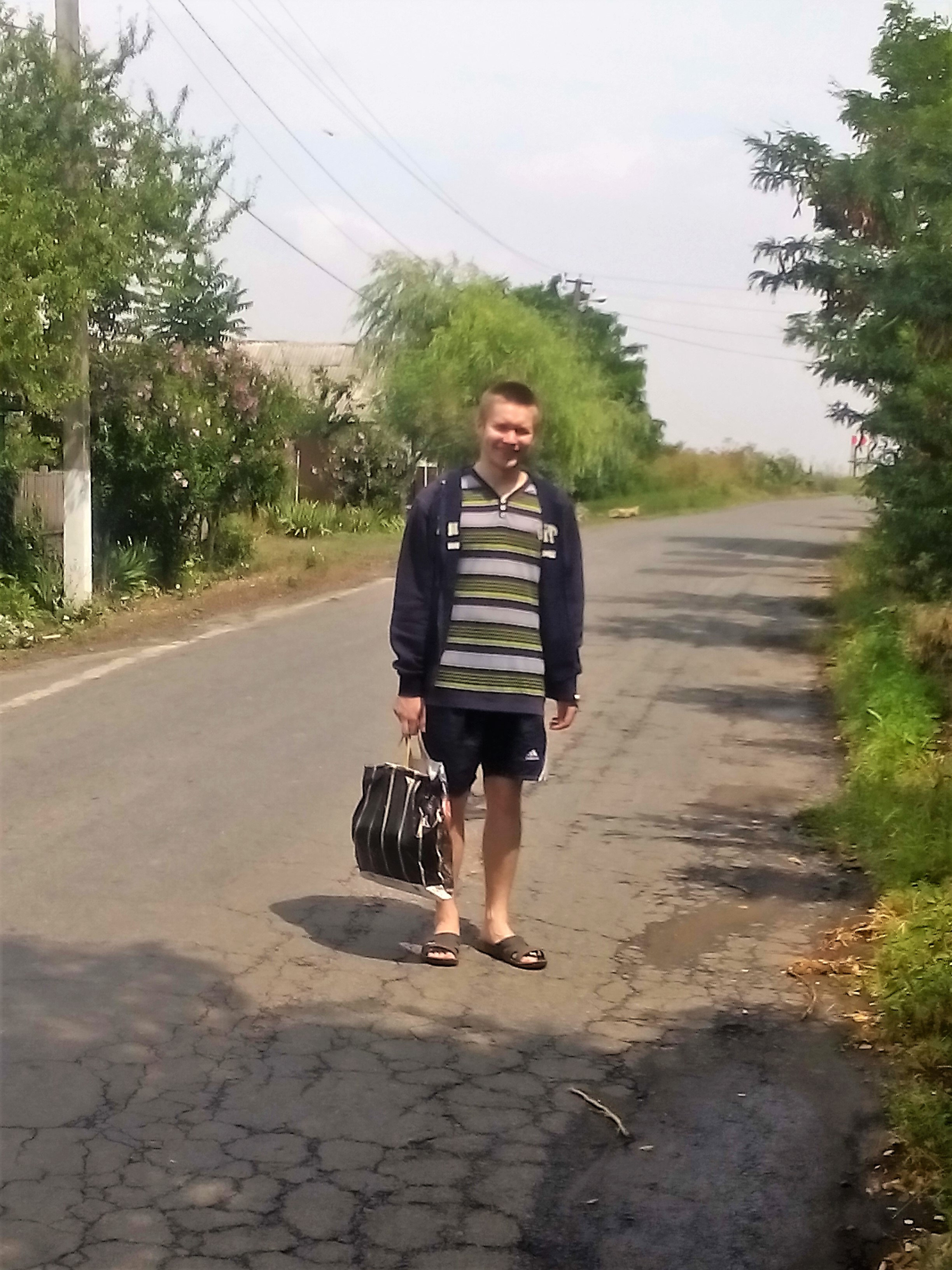
Мешканець села
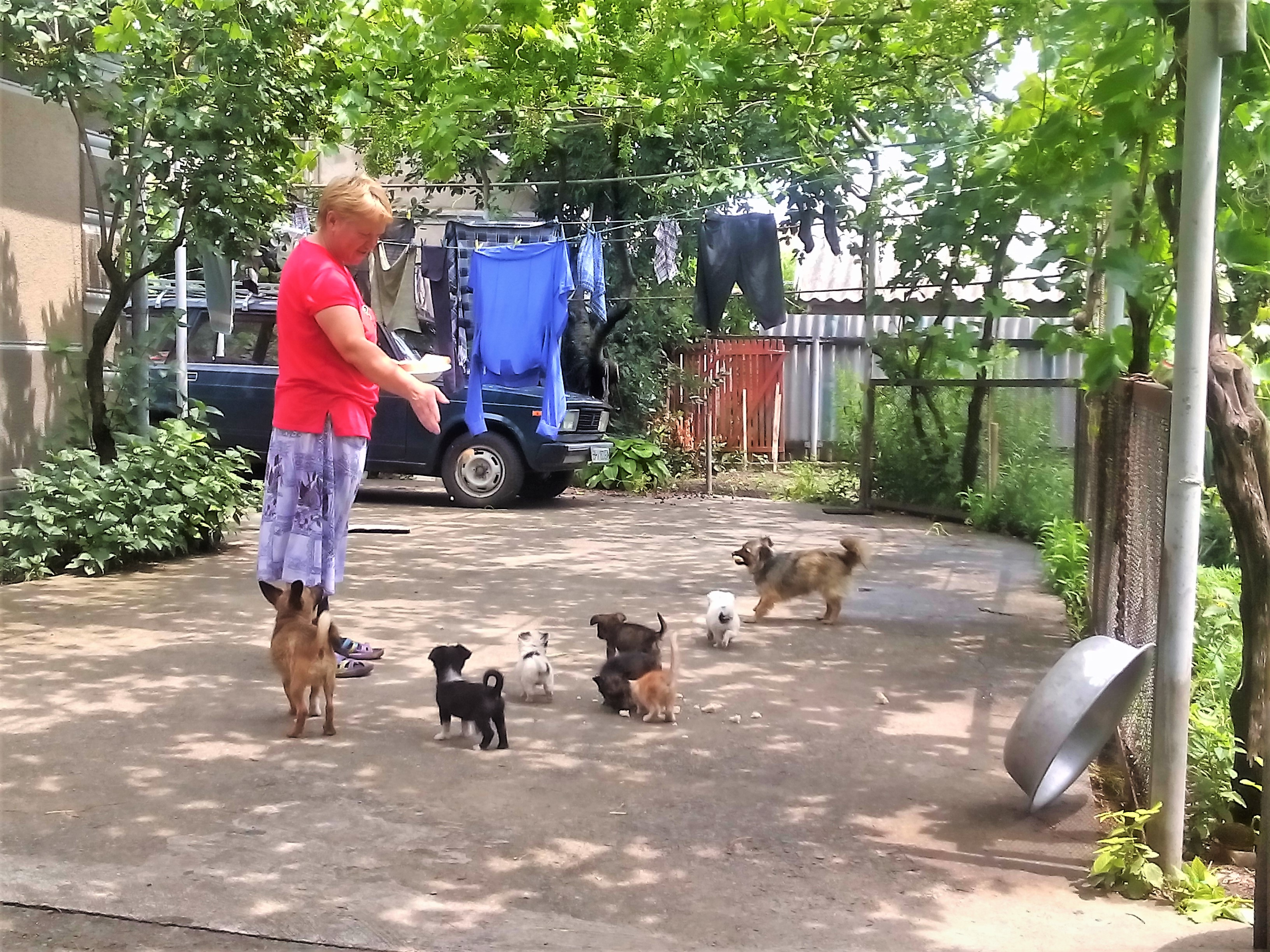
Жінка годує кошенят і цуценят
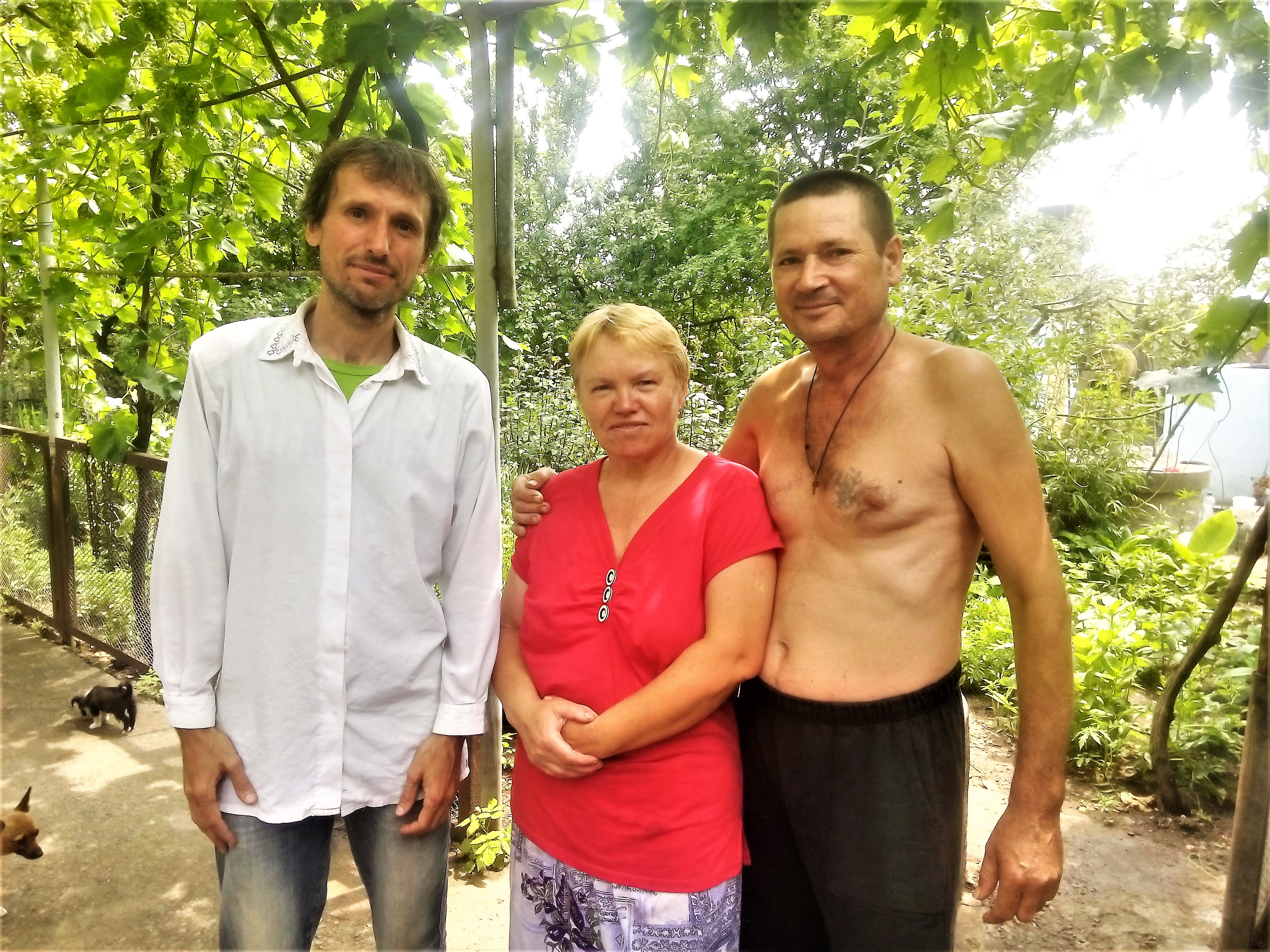
Мешканці села у 2018 році
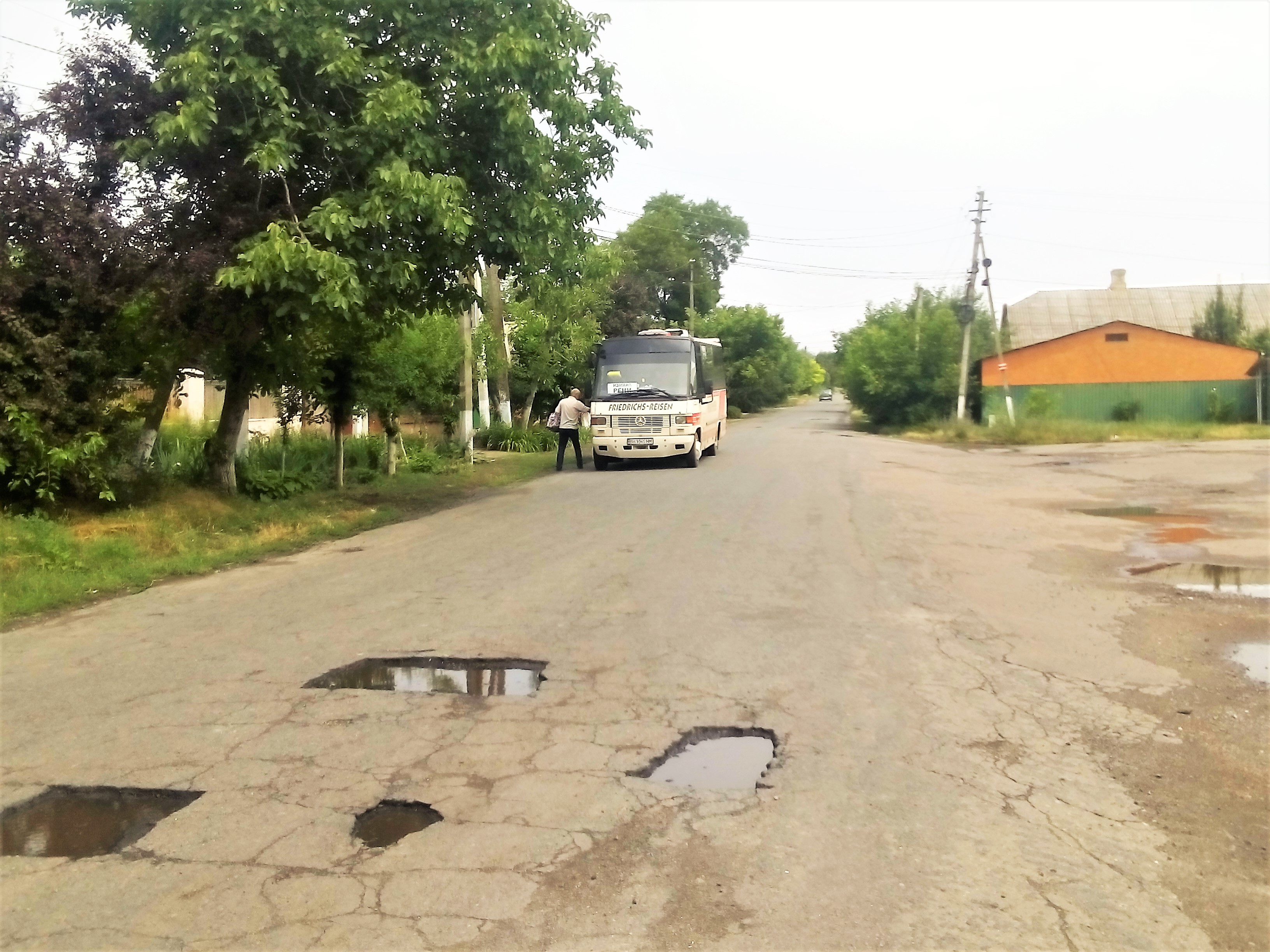
Центр села. Автобус Ізмаїл-Рені
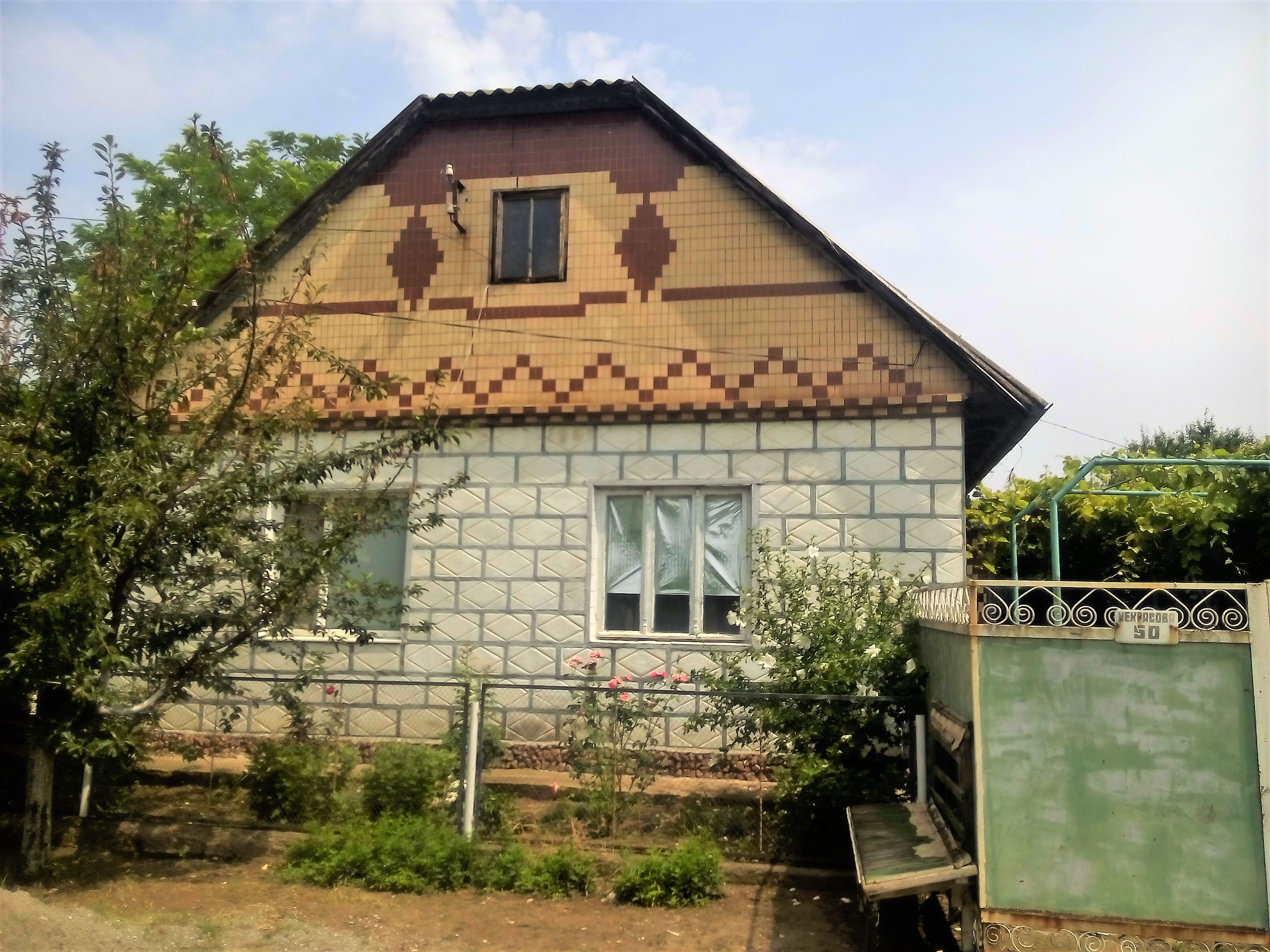
Хата, Некрасова 50
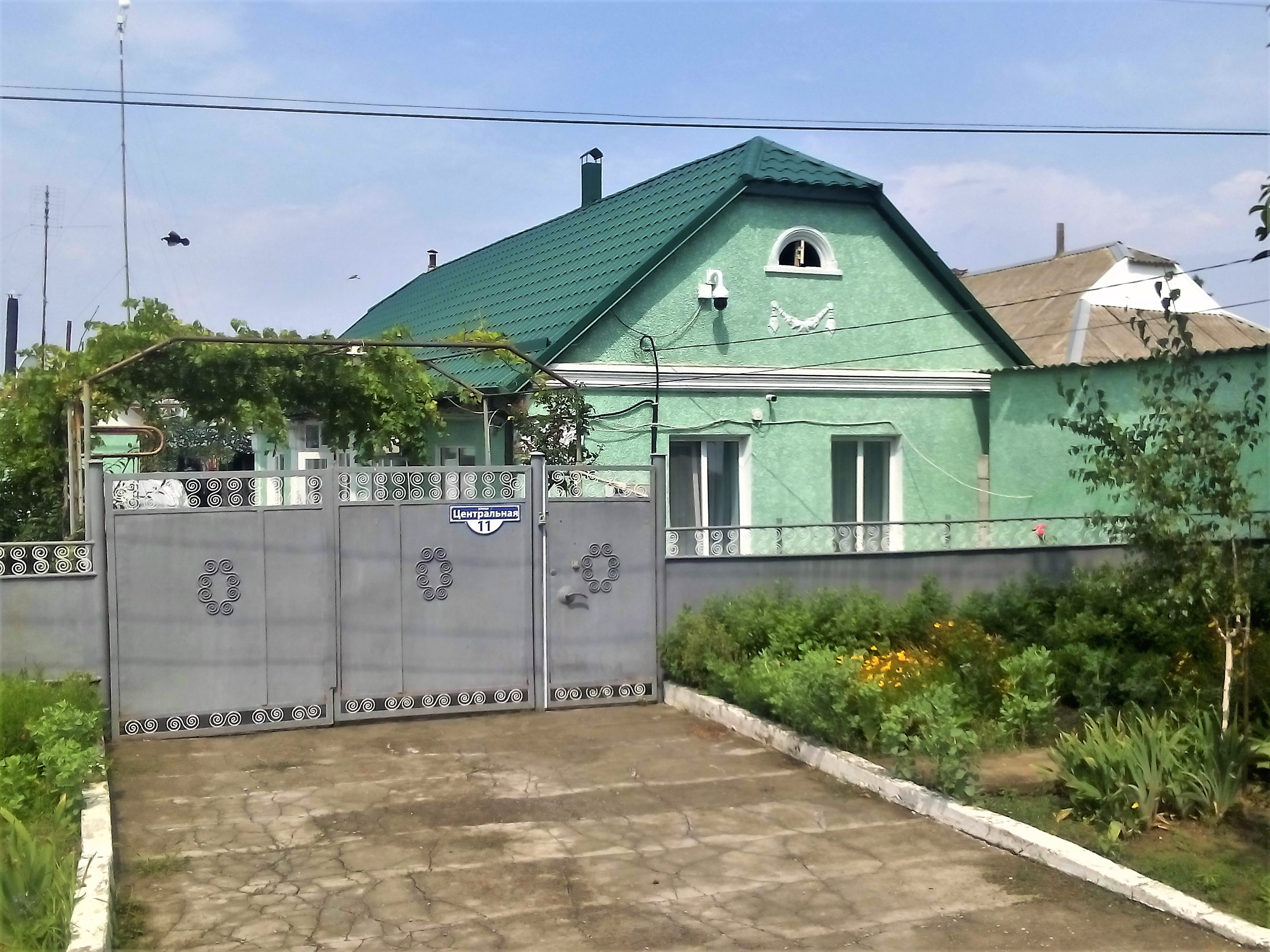
Хата, Центральна 11
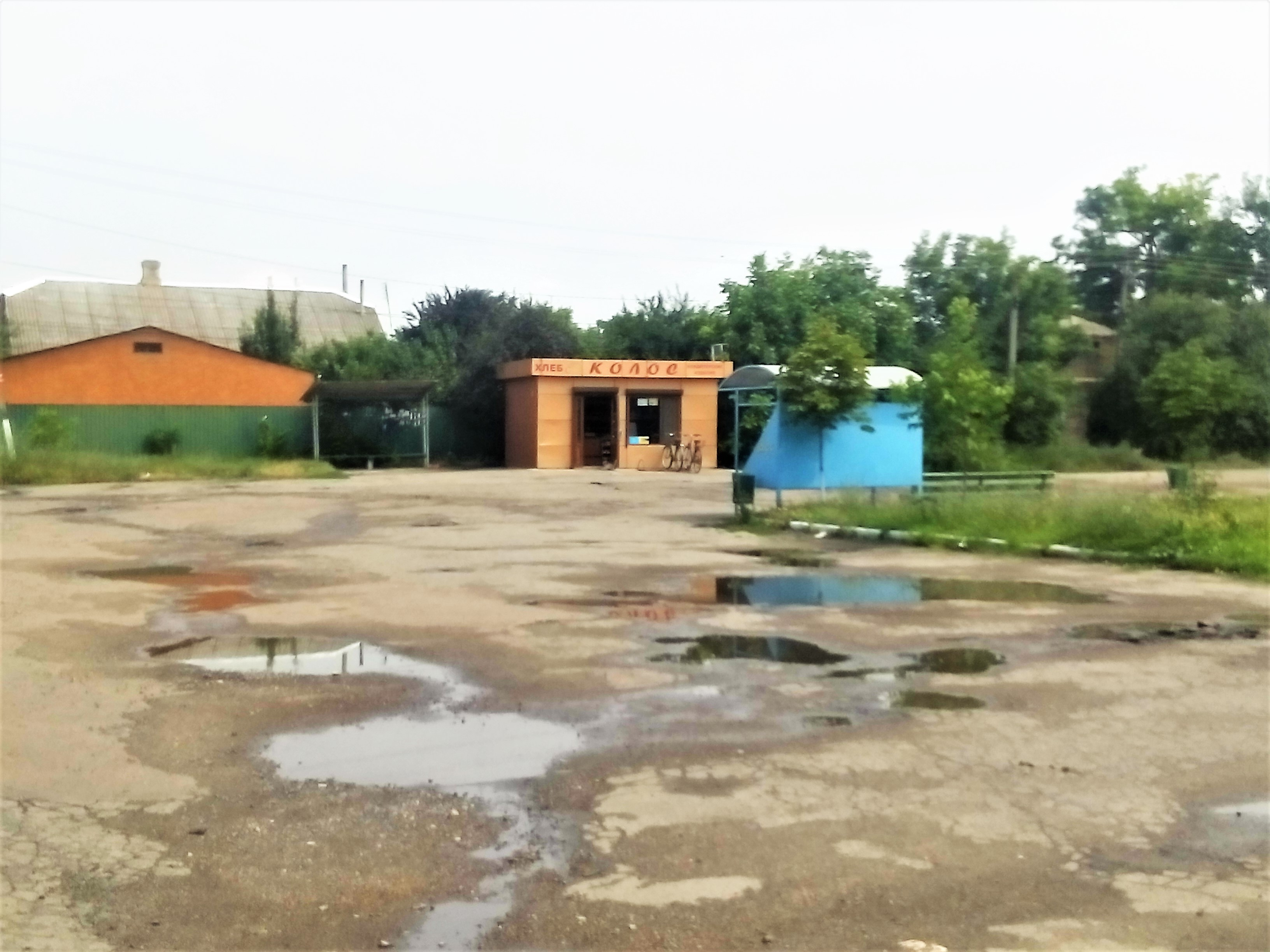
Центр села — хлібний магазин "Колос" і автобусна зупинка